# هنري آي
هنري آي (بالألمانية: Heinrich I.)‏ (و. 1 ألفية – 964 م) هو قسيس ألماني، توفي في روما.

## مناصب
تولى منصب رئيس أساقفة
.